# Malcolm Thomas (cestista)
Malcolm Iseiah Thomas (Columbia, 8 novembre 1988) è un cestista statunitense.

## Statistiche

### College
| Anno      | Squadra          | PG  | PT | MP   | TC%  | 3P%  | TL%  | RP  | AP  | PRP | SP  | PP   |
| --------- | ---------------- | --- | -- | ---- | ---- | ---- | ---- | --- | --- | --- | --- | ---- |
| 2007-2008 | Pepperdine Waves | 32  | 28 | 30,2 | 51,4 | -    | 57,4 | 8,8 | 1,6 | 0,6 | 2,0 | 12,5 |
| 2009-2010 | SDSU Aztecs      | 34  | 33 | 31,3 | 54,3 | 40,0 | 52,7 | 7,6 | 2,3 | 0,9 | 1,5 | 10,9 |
| 2010-2011 | SDSU Aztecs      | 37  | 37 | 30,4 | 53,6 | 16,7 | 64,2 | 8,1 | 2,3 | 0,5 | 2,0 | 11,4 |
| Carriera  | Carriera         | 103 | 98 | 30,6 | 53,0 | 23,5 | 58,0 | 8,2 | 2,0 | 0,7 | 1,9 | 11,6 |

### NBA

#### Regular Season
| Anno      | Squadra            | PG | PT | MP   | TC%  | 3P%  | TL%  | RP  | AP  | PRP | SP  | PP  |
| --------- | ------------------ | -- | -- | ---- | ---- | ---- | ---- | --- | --- | --- | --- | --- |
| 2011-2012 | San Antonio Spurs  | 3  | 0  | 5,0  | 0,0  | -    | 50,0 | 1,0 | 0,3 | 0,3 | 0,3 | 0,3 |
| 2012-2013 | G.S. Warriors      | 5  | 0  | 4,2  | 0,0  | -    | 75,0 | 1,0 | 0,4 | 0,0 | 0,2 | 0,6 |
| 2012-2013 | Chicago Bulls      | 7  | 0  | 5,1  | 55,6 | -    | 50,0 | 1,6 | 0,3 | 0,3 | 0,1 | 1,7 |
| 2013-2014 | San Antonio Spurs  | 1  | 0  | 15,0 | 25,0 | -    | 0,0  | 9,0 | 0,0 | 0,0 | 2,0 | 2,0 |
| 2013-2014 | Utah Jazz          | 7  | 0  | 6,9  | 50,0 | 25,0 | -    | 1,7 | 0,3 | 0,0 | 0,1 | 1,9 |
| 2014-2015 | Philadelphia 76ers | 17 | 0  | 11,4 | 45,0 | 0,0  | 69,2 | 3,3 | 0,4 | 0,2 | 0,1 | 2,6 |
| Carriera  | Carriera           | 40 | 0  | 8,2  | 43,5 | 9,1  | 60,0 | 2,4 | 0,4 | 0,2 | 0,2 | 1,9 |

#### Playoffs
| Anno     | Squadra       | PG | PT | MP  | TC%  | 3P% | TL%  | RP  | AP  | PRP | SP  | PP  |
| -------- | ------------- | -- | -- | --- | ---- | --- | ---- | --- | --- | --- | --- | --- |
| 2013     | Chicago Bulls | 3  | 0  | 2,0 | 50,0 | -   | 20,0 | 1,3 | 0,0 | 0,0 | 0,0 | 1,0 |
| Carriera | Carriera      | 3  | 0  | 2,0 | 50,0 | -   | 20,0 | 1,3 | 0,0 | 0,0 | 0,0 | 1,0 |

### Eurolega
| Anno      | Squadra          | PG  | PT | MP   | TC%  | 3P%  | TL%  | RP  | AP  | PRP | SP  | PP  |
| --------- | ---------------- | --- | -- | ---- | ---- | ---- | ---- | --- | --- | --- | --- | --- |
| 2012-2013 | Maccabi Tel Aviv | 15  | 2  | 15,9 | 48,4 | -    | 66,7 | 2,8 | 0,5 | 0,3 | 0,8 | 4,4 |
| 2017-2018 | Chimki           | 34  | 33 | 21,3 | 53,2 | 26,8 | 71,2 | 4,9 | 1,4 | 0,8 | 0,4 | 7,4 |
| 2018-2019 | Chimki           | 30  | 25 | 20,6 | 59,0 | 31,6 | 67,2 | 5,0 | 1,7 | 0,8 | 0,6 | 8,6 |
| 2019-2020 | Fenerbahçe       | 12  | 7  | 14,9 | 40,6 | 0,0  | 90,0 | 3,6 | 1,1 | 0,8 | 0,1 | 2,9 |
| 2020-2021 | Bayern Monaco    | 10  | 8  | 13,1 | 41,9 | 16,7 | 75,0 | 3,2 | 0,7 | 0,6 | 0,5 | 3,3 |
| Carriera  | Carriera         | 101 | 75 | 18,7 | 53,1 | 27,9 | 70,7 | 4,3 | 1,3 | 0,7 | 0,5 | 6,4 |

## Palmarès

### Squadra
- Coppa di Turchia: 1

Fenerbahçe: 2020

### Individuale
- All-NBDL First Team (2012)